# Фон Долен, Ленни
Ленни Фон Долен (англ. Lenny Von Dohlen; 22 декабря 1958, Огаста, Джорджия, США — 5 июля 2022, Лос-Анджелес, Калифорния, США) — американский актёр.

## Биография
Ленни родился в Огасте, штат Джорджия, и вырос в Голиаде, небольшом городке на юге Техаса. Он имеет немецкие корни по линии отца. В детстве Фон Долен хотел стать жокеем, но этим планам помешал его высокий рост (188 см). Он изучал актёрство в Университете Техаса, а также окончил Лоретто Хайтс Колледж в Денвере, штат Колорадо. Оттуда он переехал в Нью-Йорк, чтобы продолжить карьеру на сцене.
Дебют Ленни Фон Долена на экране состоялся в сериале под названием «ABC: Специально после школы». А первую значительную роль в кино он сыграл в фильме Брюса Бересфорда «Нежное милосердие».
Наиболее известен по ролям архитектора Майлза Хардинга в комедии «Электрические грёзы» и Гарольда Смита — друга Лоры Палмер, страдающего агорафобией, в культовом телесериале Дэвида Линча «Твин-Пикс». Фильмография актёра насчитывает более шестидесяти фильмов и сериалов.
У него были брат Джон и сёстры Катрин и Мэри. Он воспитывал Хейзел, дочь своей жены от её предыдущих отношений.
Проживал в Нью-Йорке и Лос-Анджелесе.
Скончался 5 июля 2022 после продолжительной болезни. О его смерти сообщила его сестра Кэтрин в Facebook через три дня.

## Фильмография
| Год       |   | Русское название                     | Оригинальное название | Роль                               |
| --------- | - | ------------------------------------ | --------------------- | ---------------------------------- |
| 1983      | ф | Нежное милосердие                    | Tender Mercies        | Роберт                             |
| 1984      | ф | Электрические грёзы                  | Electric Dreams       | Майлз Хардинг                      |
| 1984      | с | Полиция Майами                       | Miami Vice            | Боб Рикерт                         |
| 1990      | с | Твин Пикс                            | Twin Peaks            | Гарольд Смит                       |
| 1991      | с | Флэш                                 | The Flash             | доктор Джейсон Брасселл            |
| 1991      | ф | Холодный рай                         | Cold Heaven           | клерк в отеле (в титрах не указан) |
| 1992      | ф | Побег из Нормала                     | Leaving Normal        | Гарри Рэйни                        |
| 1992      | ф | Дженнифер-восемь                     | Jennifer 8            | Блэттис                            |
| 1994      | ф | Будка у дороги                       | Tollbooth             | Джек                               |
| 1996      | с | Крутой Уокер: Правосудие по-техасски | Walker Texas Ranger   | Адам «Висельник» Куинн             |
| 1997      | ф | Один дома 3                          | Home Alone 3          | Бёртон Джерниган                   |
| 1999—2000 | с | Притворщик                           | The Pretender         | мистер Кокс                        |
| 2007      | ф | Зубы                                 | Teeth                 | Билл                               |
| 2010      | с | Ясновидец                            | Psych                 | шериф Эндрю Джексон                |
| 2011      | ф | Выбор киллера                        | Choose                | пугающий мужчина из отеля          |